# ヴント錯視

ヴント錯視

ヴント錯視（ヴントさくし、Wundt illusion）は、ドイツの心理学者ヴィルヘルム・ヴントによって19世紀に報告された錯視である。2本の垂直線が直線であるが、内側に歪んでいるように知覚される。この歪みは、周辺の斜線によって引き起こされ、オービソン錯視に類似する。ヘリング錯視は類似する錯視であるが、反対方向の効果を生じる。
ヴント錯視の別のバージョンは、水平垂直錯視(Horizontal-Vertical Illusion)であり、これは1858年によってヴントによって報告された。交差する2本の線は同じ長さであるが、垂直線のほうが長く見える。水平線と垂直線が同じ長さに知覚されるためには、水平線の長さを30%程度まで長くする必要がある。この錯視は単純な線図形だけに生じるのではなく、建物やパーキングメーターなど他の物体でも生じる錯視である。